# Sia (mitologia)
Sia era una divinità egizia legata alla conoscenza
| S32 | A | A40 |

 si3
Come il suo compagno Hu si tratta di una divinità astratta ossia priva di un culto legato ad una certa regione o città.
Sia rappresentava la potenza del sapere.

Sia e Hu hanno anche posto nella barca con cui il dio-sole Ra percorre il cielo.